# Caroline Désir
Caroline Désir (Brussel, 20 oktober 1976) is een Belgisch politica voor de PS.

## Levensloop
Caroline Désir studeerde in 1999 af als licentiaat in de rechten aan de Université libre de Bruxelles en volgde nadien tot 2001 een speciale licentie in sociaal recht aan de Vrije Universiteit Brussel. Zij ging voor korte tijd aan de slag als advocate in arbeidsrecht, maar legde zich al snel toe op een politieke carrière, in navolging van haar grootvader, FDF-politicus Georges Désir.
Ze ging als jurist aan de slag op socialistische ministeriële kabinetten: van 2000 tot 2003 bij Charles Picqué, toenmalig federaal minister van Economie en Wetenschappelijk Onderzoek, van 2003 tot 2004 bij Marie Arena, toenmalig federaal minister van Ambtenarenzaken en Maatschappelijke Integratie, en van 2004 tot 2007 opnieuw bij Charles Picqué, toentertijd minister-president van het Brussels Hoofdstedelijk Gewest. Van 2007 tot 2009 was ze vervolgens adjunct-kabinetschef van Picqué. Van 2011 tot 2019 was Désir tevens vicevoorzitter van de Brusselse federatie van de PS.
Van 2009 tot 2019 zetelde Désir in het Brussels Hoofdstedelijk Parlement, waar ze vanaf 2017 voorzitter van de PS-fractie was. Van 2009 tot 2017 zetelde ze ook in het Parlement van de Franse Gemeenschap, waar ze voornamelijk actief was in de commissie Onderwijs. Tevens zetelde ze van 2009 tot 2013 als gemeenschapssenator in de Senaat, waar ze tot 2013 zetelde in de commissies Binnenlandse Zaken en tot 2010 in de commissie Financiën en Economische Aangelegenheden. Bij de verkiezingen van mei 2019 werd Désir verkozen tot lid van de Kamer van volksvertegenwoordigers, waar ze tot in september dat jaar bleef zetelen.
In september 2019 werd Désir minister van Onderwijs in de Franse Gemeenschapsregering, hetgeen ze bleef tot in juli 2024. In 2023 kreeg zij van B Plus de prijs voor politieke moed, samen met Bruno De Wever. Désir werd geprezen voor haar ijver om Nederlandse les te verplichten in de Franstalige scholen.
Bij de federale verkiezingen van juni 2024 was Désir lijsttrekker voor de PS in de kieskring Brussel-Hoofdstad en werd ze opnieuw verkozen in de Kamer. Ze ging er zetelen in de commissies Werk, Sociale Zaken en Pensioenen en Gezondheid en Gelijke Kansen.
Ze woont in Elsene, waar ze sinds 2006 gemeenteraadslid is en van september 2013 tot juni 2019 schepen was. Hierbij was Désir van 2013 tot 2018 bevoegd voor Huisvesting, Stadsvernieuwing, Wijkcontracten en Mobiliteit en van 2018 tot 2019 voor Onderwijs, Tewerkstelling, Wijkcontracten en Preventie. Caroline Désir is gehuwd en moeder van twee kinderen.